# Ágios Andréas (ort i Grekland, Östra Makedonien och Thrakien)
Ágios Andréas (Agios Andreas) är en ort i Grekland.   Den ligger i prefekturen Nomós Kaválas och regionen Östra Makedonien och Thrakien, i den nordöstra delen av landet, 300 km norr om huvudstaden Aten. Ágios Andréas ligger 88 meter över havet och antalet invånare är 411.
Terrängen runt Ágios Andréas är kuperad åt nordväst, men åt sydost är den platt. Havet är nära Ágios Andréas åt sydost.  Närmaste större samhälle är Kavála, 12,9 km nordost om Ágios Andréas. 